# Victor Montell
Victor Montell (født 25. september 1886 i København, død 26. oktober 1967 på Frederiksberg) var en dansk skuespiller.
Han var uddannet som typograf. I 1907 debuterede han som teaterskuespiller i Esbjerg. Montell optrådte i mange år ved forskellige teaterselskaber i provinsen og var desuden knyttet til flere teatre i København. Han medvirkede også i gæstespil i både Göteborg og Stockholm. Han nåede at indspille en række film, og var i de senere år udelukkende beskæftiget ved radioen og i tv-teatret.

## Filmografi
- Det gyldne smil – 1935
- Fange nr. 1 – 1935
- Snehvide og de syv dværge – 1938
- Alarm – 1938
- Champagnegaloppen – 1938
- Nordhavets mænd – 1939
- Jeg har elsket og levet – 1940
- Peter Andersen – 1941
- Tror du jeg er født i går? – 1941
- Ballade i Nyhavn – 1942
- Natekspressen (P. 903) – 1942
- Familien Gelinde – 1944
- Fyrtøjet – 1946
- Berlingske Tidende – 1949
- Kampen mod uretten – 1949
- For frihed og ret – 1949
- Sønnen – 1953
- Vores lille by – 1954
- Kongeligt besøg – 1954
- En fremmed banker på – 1959
- Tro, håb og trolddom – 1960